# TVR Cerbera Speed 12
El TVR Cerbera Speed 12, originalmente conocido como el proyecto 7/12, era un vehículo conceptual de alto rendimiento, diseñado por TVR en 1997. Basado en parte en el entonces actual hardware de TVR, el vehículo fue pensado para ser el automóvil de calle con el rendimiento más alto del mundo. Sin embargo, debido a problemas durante su desarrollo, los cambios en las regulaciones de la clase GT1 y la eventual decisión de que el vehículo era simplemente incapaz de ser utilizado como un coche de calle, le dio fin a la idea, forzando a los ejecutivos de TVR a abandonar el proyecto.
El motor del Cerbera Speed, con 7.7 litros y doce cilindros, era supuestamente capaz de producir casi mil caballos de fuerza, aunque nunca fue hecha una medida exacta. No obstante, se dijo que su funcionamiento era asombroso, y era capaz de alcanzar 60 millas por hora (94 km/h) en menos de 3 segundos, y tener una velocidad máxima cercana a la del McLaren F1. Lleva montado un motor V12 capaz de generar 811cv de potencia.